# K.u.k. Ulanenregiment „Nikolaus II. Kaiser von Rußland“ Nr. 5

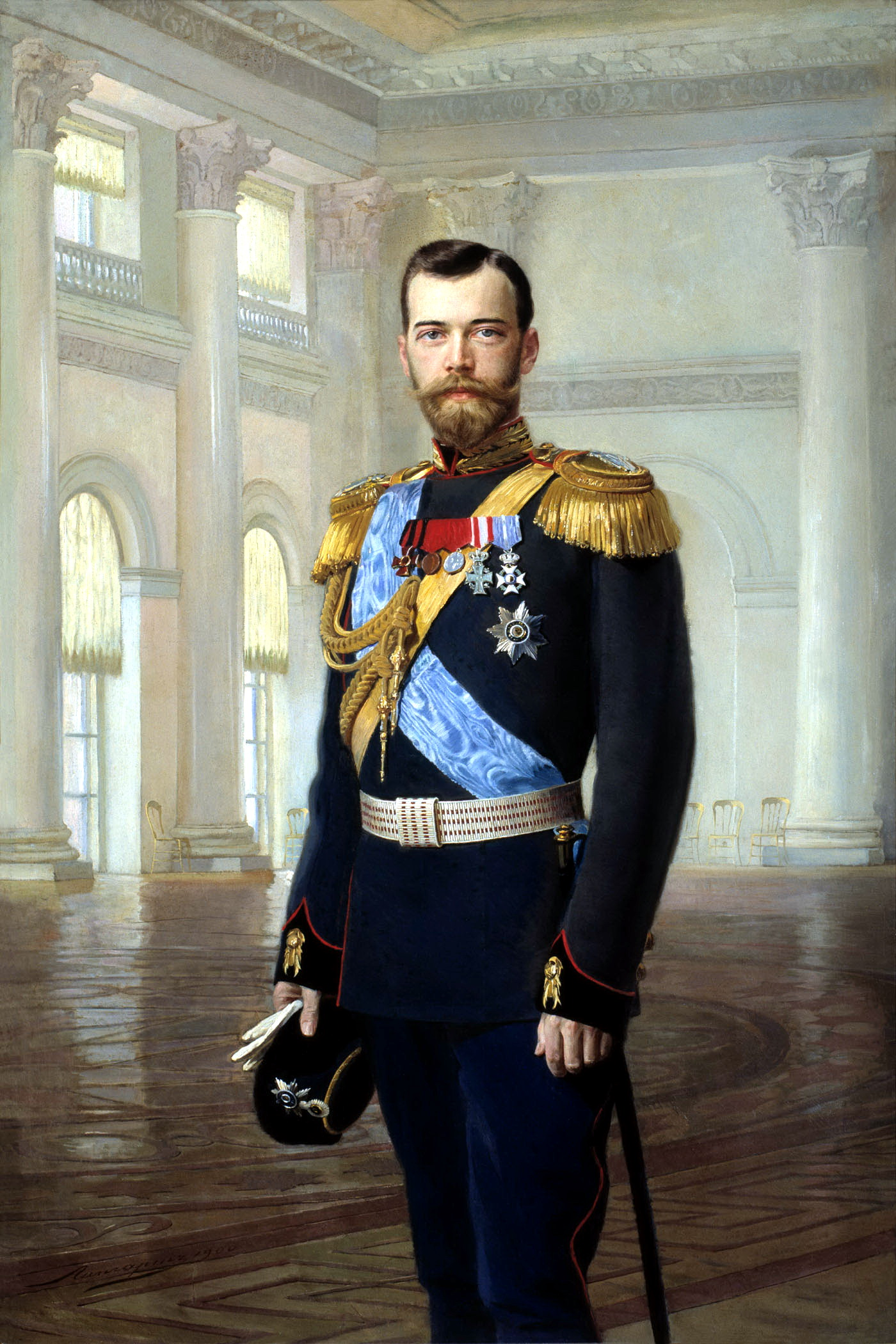
Der Regimentsinhaber bis 1915, Zar Nikolaus II.

Das k.u.k. Ulanenregiment „Nikolaus II. Kaiser von Rußland Nr. 5“ war ein Kavallerieverband in der Gemeinsamen Armee innerhalb der Österreichisch-Ungarischen Landstreitkräfte.
Im Jahre 1915 wurden alle Ehrennamen ersatzlos gestrichen. Der Verband hieß von da an offiziell nur noch „k.u.k. Ulanenregiment Nr. 5“. (Dies ließ sich jedoch im allgemeinen Sprachgebrauch nicht durchsetzen, einerseits weil sich niemand daran hielt, andererseits hatte die sparsame k.u.k. Militäradministratur verfügt, zuerst alle vorhandenen Stempel und Formulare aufzubrauchen.)

## Errichtung
- 1848 durch den kroatischen Banus Feldmarschalleutnant Jelačić als Teil der kroatischen Insurrektion auf Kriegsdauer mit einer Stärke von drei Divisionen als „Banderial-Husaren-Regiment“ aufgestellt.
- 1849 Mit Allerhöchster Entschließung vom 23. Juli wurde es unter Beibehaltung der ursprünglichen Benennung als reguläres Husarenregiment Nr. 13 in die kaiserliche Armee eingereiht.
- 1850 wurde das Regiment aufgelöst, jedoch mit Erlass vom 8. Januar 1851 unter Weiterverwendung des ehemaligen Personals als „Kroatisch-Slawonisches Ulanen-Regiment Nr. 5“ in der Stärke von vier Divisionen neu formiert.
- 1860 wurde die 4. Division aufgelöst.

## Ergänzungen
Dieses Regiment rekrutierte sich seit seiner Errichtung aus Kroatien (Slawonien)
- 1853–60 aus dem Werbebezirk des Infanterieregiments Nr. 53 (Agram),
- 1860–67 aus dem Bezirk des Infanterieregiments Nr. 78 (Essegg)
- 1867–73 aus den Bezirken der Infanterieregimenter Nr. 53 und Nr. 78
- 1873–80 aus den Bezirken der Infanterieregimenter Nr. 16 (Belovar), Nr. 53 und Nr. 78
- 1880–83 aus den Bezirken der Infanterieregimenter Nr. 16, 70 und 78 (Belovar, Peterwardein, Essegg)
- 1883–89 aus den Bezirken der Infanterieregimenter Nr. 53 und Nr. 96 (Agram, Carlstadt).
- 1889 wurde es dem Bereich des XIII. Korps (Militär-Territorial-Bezirk Agram) zugewiesen.

## Friedensgarnisonen
- 1849 Warasdin
- 1851 Graz
- 1854 Sárospatak
- 1855 Miskolc, dann Gyöngyös
- 1856 Cegléd
- 1857–59 Kronstadt
- 1865–66 Pest
- 1866 Gyöngyös
- 1870 Fünfkirchen
- 1871 Ruma
- 1874 St. Georgen
- 1875 Sissek
- 1878 Travnik
- 1879 Tolna
- 1889 Stuhlweissenburg
- 1896 Warasdin
- 1912 Steinamanger

### Regimentsinhaber
- 1866–84 General der Kavallerie Carl Graf Wallmoden-Gimborn
- 1884–85 unbesetzt
- 1885 Nikolaus Alexandrowitsch, Großfürst-Thronfolger
- 1894 Nikolaus II., Kaiser von Russland

### Regiments-Kommandanten
- 1849 Oberst Otto Graf Sermage
- 1849 Oberst Anton Freiherr Jellacic de Buzim
- 1854 Oberst Ferdinand Freiherr von Kirchbach
- 1859 Oberst Julius Fluck Edler von Leidenkorn
- 1864 Oberst Friedrich Graf Schaaffgotsche
- 1865 Oberst Paul Graf Hompesch-Bollheim
- 1869 Oberst Adolph Ritter von Wislocki
- 1873 Oberst Carl Chevalier Ruiz de Roxas
- 1877 Oberst Peter Edler von Ther
- 1882 Oberst Gustav Wimmer
- 1887 Oberst Hugo Freiherr Komers von Lindenbach
- 1894 Oberst Maxmilian Graf Hoditz und Wolframitz
- 1894 Oberst Oscar Ritter Kiwisch von Rotterau
- 1900 Oberst Richard Clausnitz
- 1905 Oberst Viktor Mayr
- 1910 Oberst Gustav Loserth
- 1914 Oberstleutnant Rudolf Furtmüller

## Gefechtskalender
Revolution von 1848/49 im Kaisertum Österreich
- 1848 lag das Regiment als Teil der Armee des Banus vor Wien und war am Gefecht bei Schwechat beteiligt. Es kämpfte noch in den Gefechten bei Parndorf und Moór
- 1849 Gefecht bei Tetényi, Abteilungen kämpften beim Angriff auf Neuhäusel und den Gefechten bei Szolnok und bei Tapio-Bicske sowie in der Schlacht bei Isaszeg. Im Sommerfeldzug war das Regiment der Süd-Armee des Banus zugeteilt und zumeist eskadronsweise den einzelnen Infanteriebrigaden zugewiesen. Kämpfe bei Peterwardein, Óbecse und Hegyes.

Deutscher Krieg
- 1866 Fünf Eskadronen waren zur  2. Reserve-Kavallerie-Division der Nordarmee detachiert und kämpften in der Schlacht bei Königgrätz. Im Gefecht bei Tischnowitz erlitten einige Abteilungen empfindliche Verluste.

Bosnienkrise
- 1878  Das Regiment war der Kavallerie-Brigade des XIII. Armeekorps zugeteilt.  Drei Züge waren als Stabs-Truppen in Verwendung, einzelne Abteilungen waren an Gefechten bei Banjaluka, Jajce, Sarajevo, Velečevo und Ključ beteiligt

Erster Weltkrieg
Im Ersten Weltkrieg kämpften die Ulanen zunächst kavalleristisch auf allen Kriegsschauplätzen im Osten und Südosten. (Ob sie hierbei im geschlossenen Regimentsverband oder eskadronsweise aufgeteilt als Divisionskavallerie eingesetzt waren, ist gegenwärtig nicht bekannt.) Wie alle Kavallerie-Regimenter wurde auch dieses infanteristisch eingesetzt.

## Verbleib
Kurz vor Ende der Kampfhandlungen, als der Zusammenbruch der k.u.k. Monarchie bevorstand, lösten sich die meisten nicht-deutschstämmigen Regimenter zum größten Teil selbstständig auf bzw. folgten dem Aufruf ihrer jeweiligen Interimsregierungen zur Heimkehr. Das Regiment setzte seine nichtserbisch-kroatischen Offiziere ab und machte sich aus der Ukraine auf den Heimweg. Hierbei hatte es Kämpfe gegen ukrainische Truppen zu bestehen und musste die Karpaten zu Fuß überqueren. Nur noch Teile des Verbandes erreichten die ehemalige Grenze bei Podwoloczyska.

## Status und Verbandszugehörigkeit 1914
- V. Armeekorps – 2. Kavallerie-Truppendivision – 16. Kavalleriebrigade
- Nationalitäten: 97 % Kroaten
- Regimentssprache: Kroatisch

## Adjustierung
- 1848: schwarzer Tschako, kornblumenblauer Pelz, Attila und Hosen, gelbe Knöpfe
- 1851: lichtblaue Czapka, dunkelgrüne Ulanka und Pantalons, scharlachrote Egalisierung, gelbe Knöpfe
- 1865: blaue Tatarka, lichtblaue Ulanka und Hosen, krapprote Egalisierung, gelbe Knöpfe
- 1868: lichtblaue Tatarka, lichtblaue Ulanka, krapprote Egalisierung und Stiefelhose, gelbe Knöpfe
- 1876: lichtblaue Czapka, lichtblaue Ulanka, krapprote Egalisierung und Stiefelhosen, gelbe Knöpfe

## Gliederung
Bei der Aufstellung bestand dieses Regiment aus vier Divisionen. (Mit Division wurde hier ein Verband in Bataillonsstärke bezeichnet. Die richtige Division wurde Infanterie- oder Kavallerie-Truppendivision genannt.) Jede Division hatte drei Eskadronen. Die Anzahl der Reiter lag normalerweise bei etwa 160 je Eskadron.
Die einzelnen Divisionen wurden nach ihren formalen Führern benannt:
- die 1. Division war die Oberst-Division
- die 2. Division war die Oberstlieutenant (Oberstleutnant)-Division
- die 3. Division war die Majors-Division
- die 4. Division war die 2. Majors-Division

Bereits kurz nach Umgliederung des Regiments begann im Jahre 1860 die Reduzierung der Kavallerie-Regimenter auf zwei Divisionen
- siehe: k.u.k. Ulanen